# Нове Бистре
Нове Бистре (пол. Nowe Bystre) — село в Польщі, у гміні Поронін Татранського повіту Малопольського воєводства.
Населення — 1367 осіб (2011).

## Демографія
Демографічна структура станом на 31 березня 2011 року:
|          | Загалом | Допрацездатний вік | Працездатний вік | Постпрацездатний вік |
| -------- | ------- | ------------------ | ---------------- | -------------------- |
| Чоловіки | 668     | 176                | 424              | 68                   |
| Жінки    | 699     | 188                | 375              | 136                  |
| Разом    | 1367    | 364                | 799              | 204                  |